# Confederazione Sammarinese del Lavoro
La Confederazione Sammarinese del Lavoro (CSdL) è una delle confederazioni sindacali di San Marino.

## Storia
Il sindacato è stato fondato nel 1943 in seguito alla caduta del regime fascista. Il primo congresso si tenne il 28 luglio 1945 quando venne approvato lo statuto e venne eletto segretario Lino Celli, che sostituì alla guida Gino Giacomini nominato due anni prima commissario dal Governo con il mandato di riorganizzare il sindacato.
Nel 1957, in seguito a una scissione, alcuni membri del sindacato diedero vita alla Confederazione Democratica dei Lavoratori Sammarinesi CDLS.
Attualmente, il sindacato conta circa 2400 iscritti.
La CSdL aderisce alla Confederazione Europea dei Sindacati e alla Confederazione Internazionale dei Sindacati Liberi.

## Federazioni
Il sindacato è organizzato in quattro Federazioni:
- Federazione Unitaria Lavoratori Industria (FULI)
- Federazione Unitaria Pubblico Impiego (FUPI)
- Federazione Unitaria Lavoratori Edili e Affini / Federazione Unitaria Lavoratori Servizi, Alberghi e Commercio (FULEA / FULSAC)
- Federazione Unitaria Pensionati Sammarinesi (FUPS)

## Segretari
- Gino Giacomini 1943 - 1945
- Lino Celli 1945 – 1958
- Mario Nanni 1958 – 1984
- Stefano Macina 1984 – 1991
- Pio Chiaruzzi 1991 – 1994
- Giovanni Ghiotti 1994 - 2010
- Giuliano Tamagnini  dal 2010